# Шахтинское дело
«Ша́хтинское дело» (или «Шахтинский процесс»; официально «Дело об экономической контрреволюции в Донбассе») — судебно-политический процесс, проходивший с 18 мая по 6 июля 1928 года в московском Доме Союзов. В рамках процесса группа из 53-х руководителей и специалистов угольной промышленности СССР, входившая как в ВСНХ и трест «Донуголь», так и в управляющие органы ряда шахт Донбасса, обвинялась во вредительстве и саботаже. Кроме того, участников процесса, являвшихся преимущественно представителями старой (дореволюционной) технической интеллигенции, обвиняли в создании подпольной контрреволюционной организации, связанной с зарубежными антисоветскими центрами, в частности, с «парижским центром». Первые аресты отдельных участников произошли в июне-июле 1927 года, в марте 1928 года. После того, как Политбюро ЦК приняло версию о «заговоре», дело стало политическим.
Итоговые обвинения, за отсутствием улик, строились на компрометирующих показаниях и самооговорах. В связи с арестом ряда граждан Германии, дело стало причиной серьёзного дипломатического кризиса. «Шахтинский процесс» над группой представителей «буржуазной» интеллигенции стал знаковым событием в истории СССР, обозначив переход от НЭПа к «социалистическому наступлению» в экономике. 

В 2000 году Генеральной прокуратурой РФ все осуждённые были реабилитированы за отсутствием состава преступления.

## Исторический контекст
В конце 1927 года в советской экономической политике наметились значительные изменения: в октябре Бухарин призывал к усиленному наступлению на капиталистические элементы в советской деревне — на «кулака»; в декабре Пятнадцатый съезд одобрил данное предложение, хотя и уточнил, что новые меры, в частности, коллективизация, будут иметь постепенный характер. Однако в том же году возникла проблема со сбором зерна: если весной и летом 1927 года фактический сбор даже несколько опережал плановый, то к концу года ситуация заметно ухудшилась — в ноябре и декабре сбор составлял менее половины от объёма прошлого года. Руководство партии оказалось встревожено как перспективой нехватки продовольствия, так и общим нарушением экономических планов, а рост крестьянских выступлений против хлебозаготовок и иных чрезвычайных мер ставил перед Политбюро ЦК ВКП(б) задачу поиска более рационального метода «перекачки» как зерна, так и другой сельскохозяйственной продукции от производителя государству. Сталин «изменил саму идеологию причин кризиса»: «Игнорируя формулу об ошибках партийно-советского аппарата (о которых немало говорилось в коллективных директивах Политбюро), он почти целиком перенёс акцент на обличение враждебных действий „кулаков“ и антисоветских сил». В партии возникла дискуссия по поводу необходимости дополнительных мер для борьбы с «классовыми врагами» — с кулаками в деревне и с «буржуазными» специалистами в промышленности, и к началу 1928 года органы ОГПУ, при поддержке партийного руководства, активизировали свою деятельность в экономической сфере.
Таким образом, выводы тов. СТАЛИНА в его докладе на Пленуме ЦК в отношении новых форм работы контр-революции и подготовки интервенции, получают фактическое подтверждение в материалах этого дела.из докладной записки председателя ГПУ Украины В. А. Балицкого Г. Г. Ягоде, 25 апреля 1928 года
Кроме того, изменения происходили и в сфере внешней политики: в частности, в германских правящих кругах не отрицали возможность дальнейшего кредитования СССР, но решение данного вопроса откладывалось из месяца в месяц. Представители Веймарской республики не соглашались на долгосрочное кредитование, допуская лишь выдачу кредитов на срок не более двух лет, а в качестве условия ставили полное погашение первого 300-миллионного займа, при том что советская сторона выдвигала требование нового кредита («перманентного кредитования») в 600 миллионов марок. Столь значительная сумма вызывала сомнение в платежеспособности СССР, тем более что в период переговоров страна Советов была вынуждена пойти на сокращение расходов валюты для закупок сырья, оборудования и машин за границей: в частности, были сокращены закупки хлопка в Соединённых Штатах Америки и в Египте и увеличены площади его производства в Средней Азии. При этом пополнение запасов валюты предполагалось провести за счёт увеличения урожайности зерновых культур и расширения вывоза собранного зерна за границу, а отрицательное отношение немецкой стороны к вопросу о кредитах объяснялось её осведомлённостью как о кризисе хлебозаготовок зимой 1927—1928 годов, так и об общем ослаблении политических и экономических позиций СССР. Конфиденциальные источники сообщали немецкому послу Ульриху фон Брокдорф-Ранцау о том, что и французский посол Жан Эрбетт, и итальянский посланник Витторио Черрути, и польский посланник Станислав Патек называли внутреннее положение в СССР «экономическим параличом» и «политической катастрофой», в результате которой, в частности, заметно обострились отношения как среди простых рабочих шахт, так и между рабочими и специалистами.
Сворачивание НЭПа коснулось и германских концессий, которые без поддержки советского правительства и так находились в плачевном положении, с трудом удерживая самих себя «на плаву»: по мнению Густава Хильгера, немецкие концессии в СССР не оправдали возлагавшихся на них надежд и доставляли «больше раздражения, чем практических выгод». Вместе с тем, отказ государства от «смешанных» предприятий требовалось объяснить широким слоям советского населения: ответственность за наблюдавшиеся бесхозяйственность, халатность и некомпетентность, приводившие к авариям и поломкам дорогостоящего оборудования, зачастую списывалась на «классовых врагов», «саботажников», «вредителей» и «старых специалистов», что — в совокупности с представлениями о «новых формах контрреволюционной работы» и подготовке к «интервенции со стороны мирового империализма против СССР» — затрудняло для Германии восстановление доверительных отношений с руководством Советского Союза.

## Истоки дела. Следствие
По мнению профессора Сергея Красильникова, в действиях чекистов по «расследованию» «Шахтинского дела» прослеживались три основные стадии: шахтинский, «дополитический» этап, продолжавшийся с июня по октябрь 1927 года, в рамках которого основные следственные мероприятия осуществлялись сотрудниками Шахтинско-Донецкого оперативного сектора Полномочного представительства ОГПУ по Северо-Кавказскому краю лишь при незначительном участии ростовских коллег; ростовский этап, длившийся с октября 1927 года по февраль 1928 года; и завершающий, ростовско-украинский этап (с марта по апрель 1928 года), в рамках которого к следствию подключились, а затем и стали доминировать, украинские и ряд московских чекистов.

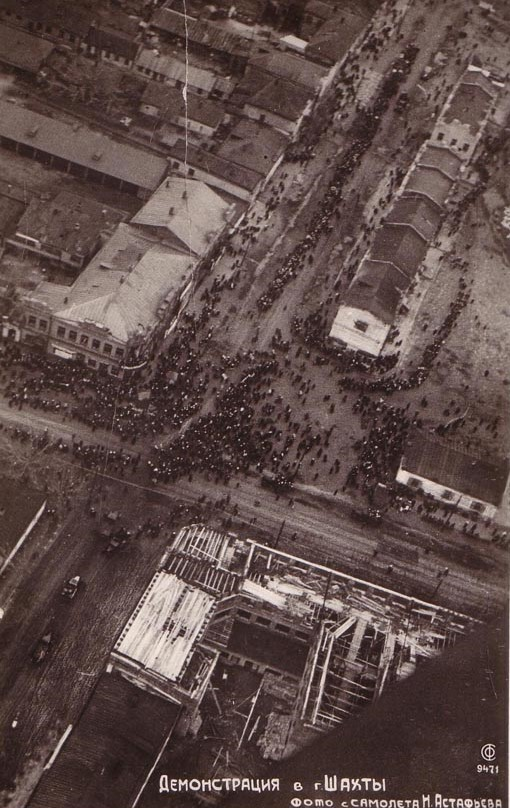
Демонстрация в городе Шахты

При этом небольшой поселок Шахты, входивший с 1920 по 1924 год в состав Украинской ССР, привлёк внимание ОГПУ задолго до самого процесса: ещё в 1923 году горняки Власовско-Парамоновского рудника, измотанные голодом и безденежьем, выдвинули петицию из двенадцати пунктов, в которой требовали улучшения условий труда на руднике, повышения зарплаты, соблюдения техники безопасности и развития местного самоуправления; в посёлке прошла манифестация, в которой приняли участие около 10 тысяч шахтёров, двинувшихся к зданию местного ГПУ — а также началась забастовка. Манифестанты были встречены отрядом вооружённых солдат, открывших огонь: несколько человек были ранены, об убитых в те дни не сообщалось. В результате, организаторов протестов и активистов арестовали, а сами волнения стихли только после смены руководства шахтоуправления и изменения административной принадлежности всего Шахтинского района, ставшего частью Северо-Кавказского края РСФСР. При этом, в мае 1927 года массовые выражения недовольства повторились — по мнению заместителя секретаря Шахтинско-Донского окружного комитета партии Ивана Кравцова, высказанному 20 мая в письме в ЦК, теперь это произошло из-за введения на шахтах нового коллективного договора, повышавшего нормы выработки и понижавшего расценки на труд, в результате чего реальная заработная плата горняков упала почти вдвое.

### Шахтинский этап
Первые аресты нескольких инженеров, техников и управленцев Донецко-Грушевского рудоуправления «Донугля» произошли в период с июня по июль 1927 года: только трое из арестованных в дальнейшем оказались среди подсудимых на процессе, ставшем одним из первых политических процессов в СССР, направленных на искоренение «классовых врагов»; остальные были репрессированы Коллегией ОГПУ. Следующая серия арестов, в рамках которой были арестованы пять человек, состоялась в период с 9 по 11 ноября, а ещё один арест произошёл 3 декабря. В 1928 году ещё пять человек были арестованы в течение двух месяцев — с января по февраль. В итоге, к началу марта 1928 года — к моменту информирования членов Политбюро ЦК ВКП(б) о «раскрытии заговора»— под арестом находилось около четверти из будущих подсудимых; дополнительные обвиняемые «добирались» в рамках последующих «форсированных» следственных мероприятий. Так, с 3 по 10 марта харьковскими чекистами были задержаны 19 человек, а затем — в течение месяца — были взяты под стражу ещё два десятка человек; последние ордеры на арест были датированы 15 апреля 1928 года.

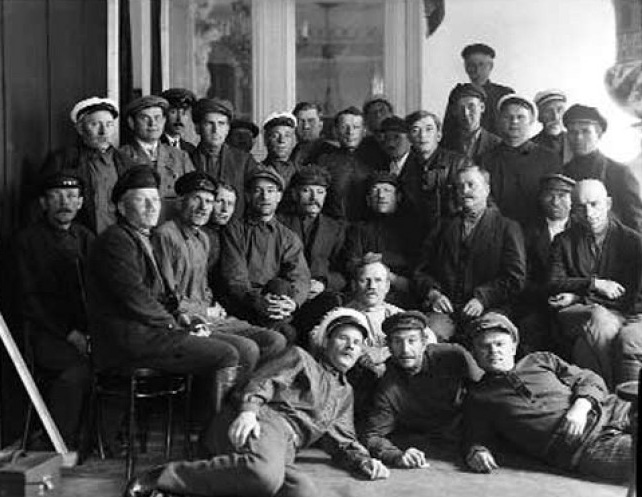
Группа рабочих, свидетелей обвинения по Шахтинскому делу (1928)

Красильников, называя начальную фазу следствия «затяжной и вялотекущей», полагал, что причиной тому была невозможность выстроить доказательную базу, способную превратить «факты проявления халатности и небрежности в обвинения во вредительстве и шпионаже». Так, первому «шахтинцу» — технику Венедикту Беленко, заведовавшему «проходкой» им. Красина, относившейся к Донецко-Грушевскому рудоуправлению (ДГРУ) треста «Донуголь»,15 апреля 1927 года были предъявлены обвинения по статье 108-й Уголовного Кодекса РСФСР, предусматривавшей наказание «за небрежное и халатное отношение к своим обязанностям». Причиной начала самого следствия стала гибель шахтёра в руководимом Беленко забое. В начале мая Беленко был отпущен под подписку о невыезде при поручительстве профсоюзной организации; при этом, он был снят со своей должности и переведён техником на другую шахту. После этого в Шахтинский отдел ОГПУ поступило сразу несколько заявлений от местных рабочих, в которых они указывали на «многочисленные нарушения», допущенные их бывшим начальником в работе: на одно заявление от 23 июля начальник окружного отдела ОГПУ Финаков наложил резолюцию о создании технико-экспертной комиссии для проверки фактов и об открытии в отношении Беленко нового дела, которое должно было быть «увязано» с делом № 267 в отношении нескольких других инженеров и техников ДГРУ, арестованных в июне по статье 58-й (пункт 7, «экономическая контрреволюция»).

### Краевой этап
9 сентября 1927 года следствие по делу против тринадцати человек перешло в ведение Экономического отдела ПП ОГПУ по Северо-Кавказскому краю: на начальном этапе в качестве ключевых фигур чекисты рассматривали заведующих шахтами Николая Гавришенко и Беленко. В тот период в деле появились несколько заявлений от рабочих, сообщавших о недоплате (позже многие шахтёры на допросах сообщали о тяжёлых условиях труда, неправильном начислении заработной платы и бюрократизме инженерно-технического персонала) и обвинявших Беленко во враждебном отношении к советской власти: ни иностранные специалисты, ни дореволюционные инженеры не скрывали недовольства как низким уровнем финансирования угольного производства, так и методами управления, порождавшими нарушения технических процессов и правил техники безопасности, снижая добычу угля в регионе. Летом 1927 года к местным чекистам из города Шахты прибыли их ростовские коллеги: Евгений Еленевич, Михаил Яхонтов и Борисевич-Луцик, что позволило ускорить ход дела. Арестованным стали организовывать очные ставки с бывшими сотрудниками и агентами «белогвардейской» контрразведки, которые давали «стереотипные» показания о причастности арестованных к репрессиям в отношении рабочих. Красильников полагал, что давление на арестованных оказывалось по трём направления: во-первых, «саботаж и вредительство на производстве»; во-вторых, ненормальные взаимоотношения с пролетариями, включая обсчёты, грубость и рукоприкладство, и, в-третьих, активно прорабатывалась «антирабочая и антиреволюционная деятельность» подозреваемых в период революций и Гражданской войны.
Постепенно изменилось и поведение самих арестованных: в конце августа 1927 года Беленко и Гавришенко, практически одновременно, изменили свою прежнюю линию поведения — они начали давать показания о наличии в ДГРУ целой группы управленцев и техников, настроенных антисоветски. 24 августа 1927 года Беленко сообщил следователям, что на производстве была задействована:
Группа, родственно связанная между собой, а также связанная между собой деловыми дореволюционными связями во главе с Емельяном Колодубом, в прошлом известным шахтовладельцем.
В тот же день Беленко впервые озвучил и конкретные обвинения, заключавшиеся в сокрытии данных о богатых угольных месторождениях, разведанных ещё до 1917 года и, одновременно, в разработке бесперспективных угольных пластов. После этого уже Гавришенко в своих показаниях «солидаризировался» с коллегой. Красильников считал неизбежным, что после подобных признаний технико-экспертные комиссии начали давать «нужные чекистам заключения».
Следующий «сюжет» дела состоял в выявлении причин сбоев и аварий на производстве, поскольку в данный период в стране вследствие бесхозяйственности на предприятиях возросло число крупных аварий и пожаров. Он рассматривался сразу в двух аспектах: а) конкретные (единичные) акты «вредительства» и б) выявление причин, по которым насыщение местного производства новой дорогостоящей техникой (зачастую, иностранного производства) не давало «ожидаемых» результатов. В итоге, материалы о вредительстве в угольной промышленности Донбасса давали партийно-государственному руководству возможность указывать на врагов рабочего класса, тесно связанных с бывшими хозяевами предприятий и иностранными разведками, при том, что само содержание дел подтверждало бедственное состояние шахт: изношенность оборудования, нехватку квалифицированной рабочей силы, низкую заработную плату и производительность труда, проблемы с организацией труда. В совокупности это создавало перспективы для выхода следствия на новый уровень: «заговорщики» были обнаружены на более высоких уровнях управления, в частности, в правлении самого харьковского треста «Донуголь», и, одновременно, среди иностранных специалистов.
Во второй половине января 1928 года в ходе следствия произошёл «принципиальный перелом»: через полтора месяца после ареста начал давать «признательные» показания инженер Абрам Башкин (Башнин), длительное время работавший в ДГРУ. Красильников считал, что Башкин представлял «особый интерес» для следствия, поскольку имел брата, проживавшего в Берлине, с которым состоял в переписке и от которого получал посылки. 21 января, ознакомившись с предъявленными ему обвинениями сразу по нескольким пунктам 58-й статьи, включая и «шпионский», Башкин написал:
Взвесив и хорошо обдумав всю свою прошлую деятельность, я пришел к такому выводу, что[,] не будучи идейным противником Советской власти, что вследствие своей слабохарактерности и вхождению в круг знакомых и приятелей, занимавшихся преступной деятельностью, направленной против Советской власти[,] я решил раскаяться в своей прошлой деятельности и стать искренним другом Советской власти, для чего хочу и буду помогать раскрывать существующие заговоры и лиц, принимавших в них участие. <…> Быстрое развитие каменноугольной промышленности и укрепление ея с большими достижениями срывались врагами и буржуазией, диктовавшей свою борьбу и методы ведения ея через приезжавших внутрь страны иностранцев и организованных в центре Управления Донугля лиц, принимавших эти задания и передававших их дальше, через главных инженеров или путем выезда выезжавших на места, то есть в Рудоуправления[,] иностранцев.
После этого, с 21 января по 23 марта 1928 года, следователи допросили Башкина 48 раз — больше, чем кого-либо из других арестованных; протоколы его допросов заняли около 280 машинописных страниц. В результате, на признаниях Башкина ростовские чекисты составили свои первые обзоры по «Шахтинскому делу», направленные ими в центральный аппарат ОГПУ. Кроме того, данные показания послужили толчком для аналогичных признаний целого ряда других арестованных и позволили развиться делу, послужившему своеобразным сигналом к окончанию относительного «гражданского мира» в советской стране. В частности, Гавришенко после ознакомления с признаниями Башкина также решил дать признательные показания, однако у него вскоре произошёл «психологический слом», и он начал давать «ложные и противоречивые» показания. 30 января Гавришенко выбросился из окна четвёртого этажа: следователь Константин Зонов, «благодаря чрезвычайно умелому допросу» ответственный за основные показания Гавришенко, «имевшие решающее значение в деле», был представлен к боевому ордену (представление было отклонено Президиумом ЦИК).
Далёким от уравновешенного было в тот период и состояние самого Башкина: директор клиники нервных заболеваний, профессор Павел Эмдин 11 марта дал заключение, что «гражданин Башкин в настоящее время страдает общим неврозом, пограничным с реактивным состоянием». Медик предложил поместить подозреваемого в клинику, добавив, что в течение двух лет знал больного «как психастеника». В результате Башкин около недели провёл в специализированной клинике, после чего был возвращён обратно в тюрьму для проведения трёх завершающих допросов. Красильников полагал, что психологическое состояние основных источников информации привело к тому, что обзоры ростовских чекистов не были сразу восприняты как достоверная информация и первоначально не убедили ряд высокопоставленных руководителей в том, что деяния шахтинских инженеров действительно следовало квалифицировать как «экономическую контрреволюцию»:
Ворошилов: Миша! Скажи откровенно, не вляпаемся мы при открытом суде в шахтинском деле? Нет ли перегиба в этом деле местных работников, в частности краевого ОГПУ? Томский: По шахтинскому и вообще по угольному делу такой опасности нет, ибо картина ясная. Главные персонажи в сознании.

### Республиканский этап

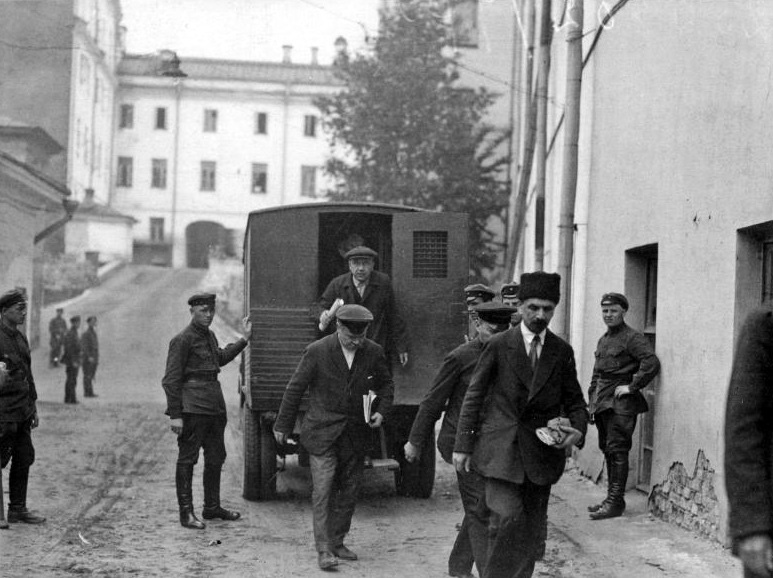
Доставка в суд обвиняемых по «Шахтинскому делу»

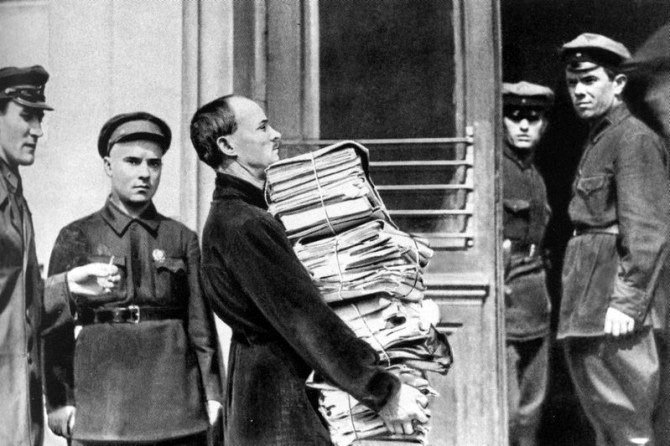
Доставка папок с документами по Шахтинскому делу на процесс (1928)

После того, как Политбюро приняло версию «заговора», в регионе началась полоса массовых арестов по делу. Группа следователей под руководством Иосифа Блата, состоявшего начальником экономического управления ГПУ УССР, развернула интенсивные действия в отношении арестованных инженеров и управленцев. Активность чекистов вывела дело на требуемый Москвой уровень: из собранных материалов следовало, что в регионе существовала и действовала подпольная организация, являвшаяся разветвлённой и связанной с зарубежьем. Украинские чекисты получили признательные показания от целого ряда арестованных руководителей «Донуголя»: в частности, от Юрия Матова и Дмитрия Сущевского, работавших в управлении нового строительства треста. Преимущественно на основании показаний Матова, рукописный подлинник протокола только одного из допросов которого занял 53 листа с оборотами, и Сущевского республиканское ГПУ подготовило к 1 апреля 60-страничный обзор, озаглавленный «Экономическая контр-революция в Донбассе. Следственное дело „Донуголь“», а 11 апреля Политбюро приняло решение объединить следственное дело «Донугля» с «Шахтинским». 24 апреля появился 95-страничный доклад под названием: «Экономическая контр-революция в Донбассе», имевший двадцать три раздела, в котором была «предвосхищена» схема обвинительного заключения по делу.
Несмотря на значительные масштабы следственных мероприятий, включавших в себя аресты сотен человек и сопровождавшиеся изъятием всех возможных вещей (а также личных и служебных документов), ни в одном из доступных на 2011 год трёх сотен архивно-следственных дел Красильниковым с коллегами не было обнаружено ни одного вещественного доказательства, способного подтвердить многолетнюю деятельность разветвлённой «подпольной организации» и её тайных контактов с заграницей. Итоговые обвинения строились на компрометирующих показаниях и самооговорах, добытых в ходе допросов. Красильников полагал, что на «сценарный характер» следствия указывал и тот факт, что «развёрнутых» показаний о структуре «организации» не существовало до 1 апреля — до тех пор, пока структурная схема подобной организации не была «разработана и представлена» украинскими чекистами.
Помимо самооговоров обвиняемых, «неразрывно связанных с оговорами других», следователи также активно использовали и очные ставки. В частности, 22 апреля 1928 года, во время очной ставки между Матовым и Авраамом Юсевичем, позже ставшим одним из расстрелянных по делу, Матов заявил, что в 1925 году он лично привлёк Юсевича к работе в «организации». В ответ на вопрос, подтверждает ли Юсевич показания Матова, в «течение тридцати семи минут обвиняемый Юсевич колебался между ответом да или нет. Наконец[,] он заявил, что подтверждает показания инж[енера] Матова и заявляет, что желает искренне раскаяться».

### Итоги следствия
В итоге дознание велось группой следователей ПП ОГПУ по Северо-Кавказскому краю и ГПУ УССР, в частности, Владимиром Антоновичем, Лазарем Арровым-Тандетницким, Евгением Евгеньевым-Шептицким, Еленевичем, Юлианом Зверевым, Александром Инсаровым, будущим заместителем народного комиссара внутренних дел СССР Владимиром Курским, Александром Розановым, Зиновием Ушаковым, будущим генерал-лейтенантом Петром (Павлом) Федотовым, Павлом Финаковым и Яхонтовым, которые выполняли поручение, целью которого было получить «чистосердечные признания» и придать делу характер общегосударственного. Предварительное следствие вёл следователь по важнейшим делам при прокуроре РСФСР Эммануил Левентон. Красильников считал, что само предварительное следствие по «Шахтинскому делу» показало «невысокий» уровень работы органов ОГПУ, перед которыми встала задача доказать наличие несуществующей заговорщицкой организации. Кроме того, в деле проявилась и недостаточная компетентность самих чекистов, входивших в экономические подразделения: поскольку в течение нескольких месяцев следственный аппарат не мог «сломать» ряд арестованных руководителей шахт, «закалённых в хозяйственных конфликтах» и «уверенно опровергавших обвинения», следствие не укладывалось в нормативами сроки и неоднократно продлевалось. Особенно «скандальными» оказались действия чекистов в отношении арестованных немецких специалистов.
Несмотря на это, 9 февраля ОГПУ всё же доложило председателю Совнаркома Алексею Рыкову о раскрытии контрреволюционной организации, которая в течение ряда лет занималась «вредительством» в горнорудной промышленности. Для тщательной подготовки процесса Политбюро создало специальную комиссию в составе Рыкова, Сталина, Григория Орджоникидзе, Вячеслава Молотова, Валериана Куйбышева и (с марта) Климента Ворошилова; 2 марта Молотов и Сталин разослали членам Политбюро письмо, в котором утверждалось о связях шахтинских специалистов с русскими контрреволюционными элементами в эмиграции, а также — с немецкими капиталистами и контрреволюционерами.

## Международный аспект

### Кризис в советско-германских отношениях
Шахтинское дело имело сильный международный резонанс — в первую очередь в Германии — и стало причиной одного из самых серьёзных дипломатических кризисов в системе взаимоотношений Советской России и Веймарской республики за период с 1922 по 1933 год. Начало кризису было положено 6 марта 1928 года, когда в 23:00 народный комиссар СССР по иностранным делам Георгий Чичерин, часто работавший по ночам, принял у себя в кабинете посла Германии Брокдорфа-Ранцау, которого нарком лично попросил прийти. Подобный личный вызов Красильников считал нехарактерным для Чичерина. После нескольких общих вступительных слов советский нарком сообщил, что «им обоим предстоит серьёзная работа», направленная на то, «чтобы воспрепятствовать тому негативному влиянию на немецко-русские отношения, которые может оказать одно непосредственно предстоящее печальное событие». На просьбу немецкого посла выражаться более конкретно Чичерин заявил, что в СССР вскоре состоится большой судебный процесс, на котором «преимущественно будут фигурировать поляки», но также и германские граждане. Он также сообщил и фамилии будущих подсудимых: Гольдштейн, Эрнст Отто, Макс Мейер (или Майер) и Г. Вегнер — все они, по версии Чиченина, являлись сотрудниками кампании «Allgemeine Elektrizitäts-Gesellschaft» (AEG или АЕГ/АЭГ), работавшими в регионе и занимавшимися как наладками турбин, так и обучением советских рабочих.
Советский нарком также сделал два дополнительных заявления: согласно первому из них, в деле ни в коем случае не будут фигурировать немецкие официальные учреждения и фирмы; согласно второму — было обещано открытое и справедливое судебное разбирательство, исключающее тайное расследование и осуждение обвиняемых во внесудебном порядке. В ответ Брокдорф-Ранцау заявил, что германская сторона «со всей настойчивостью и со всеми имеющимися […] средствами» придёт на помощь своим гражданам, но одновременно выразил и негодование по поводу актов разрушения машин и построек — то есть с пониманием отнёсся к мерам, проводимым советскими властями. Дело о вредительстве в Шахтах существенно отличалось от предыдущих скандалов с «германскими шпионами» в СССР. Так, советский полномочный представитель в Германии Николай Крестинский в письме Чичерину от 12 марта писал, что:
…арест инженеров и монтеров, посланных для установки заказанного в Германии оборудования, является гораздо более заметным фактом, чем аресты немецких студентов, никому в Германии не известных и поехавших с неизвестной целью, и даже аресты так называемых консульских агентов в Закавказье. Из-за студентов шумела печать, но никто, в сущности, кроме близких к этим студентам людей, не был серьезно заинтересован в них. Так наз[ываемые] консульские агенты были люди, исконно жившие в СССР и мало кому в Германии известные. […] Другое дело арест инженеров, служащих большого концерна. Это непосредственный удар по промышленникам. Это вызовет взрыв негодования среди широких промышленных кругов […] Помните, что германская тяжелая индустрия являлась до сих пор главной опорой советофильских настроений в Германии.

### Шляпа и плащ как сигналы к саботажу
В конце 1920-х годов общая политическая линия, проводившаяся в жизнь ОГПУ, предполагала криминализацию контактов с заграницей как таковых, однако работающих на шахтах Донбасса английских инженеров, из-за сложных отношений с Великобританией (см. Англо-советский конфликт 1927 года), решено было не арестовывать, а только формально допросить. При этом, поскольку никаких реальных улик (инструкций, шифровок, специального оборудования и тому подобного) следствием обнаружено не было, а отдельные документы и письма, которые приобщались к делу, не содержали никаких следов деятельности «организации», одному из сотрудников ОГПУ «пришла идея» выставить в качестве улик вещи, которые передавались немецкими подданными гражданам СССР от родственников, проживавших за рубежом, а именно, шляпу и плащ-макинтош, полученные Башкиным. С «помощью» следователя Майхина арестованный Мейер «вспомнил», что в одной из посылок была мягкая мужская шляпа, а также то, что посылку он отправил в Москву, на имя некой Спектор (сестры жены брата Башкина, урождённой М. И. Поляковой). Кроме того, в декабре 1927 года инженер Отто привёз Башкину ещё одну посылку от брата: в ней находился дешёвый мужской плащ-дождевик. Следствие пришло к выводу, что дождевик являлся сигналом шахтинским заговорщикам на совершение крупного акта саботажа, а фетровая шляпа — приказом на проведение более мелкой диверсии. Самому Башкину на значение переданных братом вещей «открыл глаза» следователь и немецкий монтёр Вегнер, который якобы передал Башкину 750 рублей «за услуги». Красильников полагал подобную историю «достойной третьесортного детектива».
Внимание следователей привлёк и сам инженер Отто, являвшийся членом немецкой правоконсервативной и монархической организации «Стальной шлем» («Штальхельм», нем. Stahlhelm, Bund der Frontsoldaten). Отто на допросах прямо заявлял о своих политических симпатиях к национал-социализму, резко осуждая при этом немецких коммунистов. Следствием были предприняты попытки разработать версию «пятой колонны», то есть связать Отто с немецкими колонистами, проживавшими в СССР. При этом грубая фальсификация органами ОГПУ «вины» инженера была столь явной, и уже 4 мая Отто заявил, что он не является членом объединения «Союз зарубежных немцев» (нем. Bund der Auslandsdeutschen) и опроверг получение каких-либо поручений, связанных с поездками в «германские колонии на Украине». В то же время существовали сведения, что другой арестованный инженер, Мейер, сочувствовал коммунистам и хранил у себя литературу и секретные документы Коммунистической партии Германии.

### «Потерянный арестованный»
Через три дня после первой встречи, 9 марта 1928 года Чичерин вторично принял у себя посла Брокдорф-Ранцау, сообщив теперь уже о шести, а не четырёх арестованных немцах: «по той справке, которую для этой цели прислал мне тов[арищ] Ягода». В новом списке появились две дополнительные фамилии: «Кёстер — акционер фирмы „Кнаппе“» и «Байштыбер — сотрудник фирмы „Кнаппе“». Уже 13 марта Максим Литвинов информировал Сталина и Чичерина об озлоблении в берлинских промышленных кругах, возникшем после известия об арестах немецких инженеров в СССР. В итоге, арестованный акционер Кёстер (в советских документах его фамилию писали как «Костер») стал причиной нового скандала, так как директор фирмы «Кнапп» Кёстер в момент ареста немецких инженеров находился за границей и никогда по «Шахтинскому делу» не задерживался.
16 марта, в беседе с сотрудником наркомата иностранных дел Иваном Лоренцем секретарь немецкого посольства Гай задал вопрос: кто же является шестым арестованным? После сверки списков стороны выяснили, что в немецком списке отсутствует Кёстер. Двумя днями позже, получив информацию об освобождении Гольдштейна и Вегнера, немецкий посол потребовал предоставления сведений о судьбе остальных четырёх арестованных и, одновременно, немецкая сторона заявила, что фирма «Кнапп» не имеет в СССР инженера по фамилии Кёстер. При этом, в справке ОГПУ Кёстеру инкриминировались «совершенно точно охарактеризованные проступки» и приводилась сумма истраченных им на шпионаж денег: 200 тысяч советских рублей. По мнению Чичерина, который ранее ссылался на волю «широких масс населения», требовавших, под влиянием советской прессы, не оставлять причастных к «вредительству» иностранцев безнаказанными, СССР попал «в глупейшее положение». Брокдорф-Ранцау, которого целый ряд газет в Германии обвинял в «излишней приверженности к Советам», сообщил Чичерину:
что если мы приписываем совершенно точные преступления лицу, которое оказывается несуществующим, то какова же ценность всей нашей информации и всех наших обвинений
Чичерин «на ходу» изменил версию, назвав Кёстера русским немцем, после чего «на заседании комиссии т[оварища] Рыкова» данную версию подтвердил председатель ОГПУ Вячеслав Менжинский. Однако история с «потерянным арестованным» на этом не закончилась — 27 марта теперь уже министр иностранных дел Германии Густав Штреземан констатировал:
То обстоятельство, […] что в отношении личности якобы германского подданного Кестера длительное время царила полная неясность, показывает, что советско-русские судебные органы действовали с безответственным легкомыслием.
Красильников с соавторами полагал, что чекистская халатность дискредитировала в глазах мирового сообщества как обвинения по делу, так и советских дипломатов, выставив последних марионетками тайной полиции. Ситуация стала предметом пристального внимания как официальных, так и деловых кругов Германии — вплоть до президента республики. Несмотря на все произошедшее, ещё 8 марта Политбюро одобрило предложенный Сталиным, Бухариным и Молотовым текст обращения ЦК ВКП(б) «Об экономической контрреволюции в южных районах угольной промышленности», которое было адресовано всем партийным организациям, советским хозяйственным органам, а также ответственным работникам РКП и ОГПУ, и в котором ЦК ставил задачу прекратить бесхозяйственность в стране, а само ОГПУ получило санкцию развернуть репрессивные меры. Таким образом Политбюро ЦК стремилось максимально использовать «Шахтинский процесс» для борьбы с безответственностью и бесхозяйственностью советских работников. В своём «завещании» потенциальному преемнику — Куйбышеву — Чичерин в 1930 году писал:
Следующий „внутренний враг“, понятно — ГПУ. При т[оварище] Дзержинском было лучше, но позднее руководители ГПУ были тем невыносимы, что были неискренни, лукавили, вечно пытались соврать, надуть нас, нарушить обещания, скрыть факты. […] ГПУ обращается с НКИД как с классовым врагом […] Ни одна полиция в мире не базировала бы дела на таких никчемных основах.
В то же время международный аспект «Шахтинского дела» получил оценку и политического руководства СССР: 2 марта 1928 года Сталин и Молотов написали членам Политбюро, что «дело может принять интереснейший оборот, если организовать известное судебное разбирательство к моменту выборов в Германии». Кроме того, на аресты отреагировало и руководство компании АЕГ, чьи специалисты были арестованы: в знак протеста оно первоначально заявило об отзыве всех инженеров из СССР, но уже через несколько дней отменило данное решение, опасаясь убытков от невыполнения контрактных обязательств.
Обострению отношений Москвы и Берлина способствовал и резкий тон выступлений советских вождей: в частности, Брокдорф-Ранцау считал непозволительным тон выступлений Ворошилова и других членов правительства СССР, ссылаясь на публикации в советской прессе, в которых немцы, а их в СССР в тот период работало около пяти тысяч, были представлены «извергами» и «животными», что воспринималось как «организованная кампания против немецкой индустрии». Чичерин отмечал «громадную пользу в смысле успокоения разбушевавшихся немцев», которую принесла встреча представителя посольства с арестованными, однако просьбу о новом свидании не поддержал, сославшись на свою беспомощность перед ОГПУ. Одновременно Политбюро поручило Бухарину ознакомить делегатов английской, французской, немецкой и других коммунистических партий с «наиболее одиозными местами обвинительного акта о связях отдельных иностранных держав и посольств» с «вредителями» для того, чтобы иностранные коммунисты опубликовали эти материалы в своих газетах. После этого, не получив нового свидания со своими гражданами и после отказа от высылки обвиняемых в Германию, правительство Веймарской республики выступило против кандидатуры Василия Блюхера, выдвинутого СССР на пост военного атташе в Берлине, из-за его связей с Коминтерном в Южном Китае. В мае Политбюро рекомендовало Молотову, Чичерину и Николаю Крыленко «ещё раз пересмотреть публикуемый обвинительный акт в сторону максимального сокращения тех мест, которые касаются деятельности иностранных посольств и т. п.».

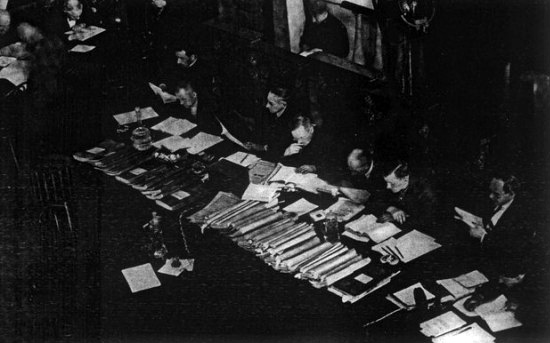
Президиум суда по Шахтинскому делу (1928)

Решение прервать германо-советские экономические переговоры о новом кредите было принято в Берлине ещё до ареста инженеров, но теперь правительство Веймарской республики получило удобный повод: 14 марта Штреземан ответил на замечания полпреда СССР Крестинского о «неправильном» поведении германской прессы, активно писавшей об аресте в Советском союзе невинных немецких подданных, тем, что в «Донецком деле» важнее настроения промышленников, а не прессы: в частности, директор АЕГ Феликс Дойч считал себя лично обиженным, поскольку руководимая им компания активно способствовала получению СССР немецкого кредита, а А. Дейч называл арест и процесс «безумием». На следующий день Штреземан сообщил советской стороне о решении своего правительства временно прервать переговоры, добавив, что арест вызвал в деловых кругах «резкие выражения и чувство большой неудовлетворенности», и речь идёт о «чувстве большой неуверенности в отношении всей совокупности экономических отношений с СССР». После этого ТАСС опубликовало сообщение о перерыве в советско-германских переговорах. Несмотря на то, что 17 и 21 марта Рейхстаг одобрил линию правительства на сохранение сотрудничества с СССР, ряд депутатов фракций националистов (Гетч), демократов (Эрих Кох-Везер, нем. Erich Koch-Weser) и социал-демократов (Рудольф Гильфердниг) выступили против дальнейшего кредитования.
17 марта Крестинский предложил Сталину освободить арестованного немецкого инженера Гольдштейна из-за его непричастности к «вредительству». Крестинский также сообщал генеральному секретарю о негативном влиянии высказываний Рыкова на немецких промышленников, которые расценивали заявления главы советского правительства как давление на суд, ещё не вынесший обвинительный приговор. Аналогично была расценена как напечатанная в «Известиях» речь Михаила Калинина с одобрением требования митингующих о расправе над спецами-вредителями, так и другие публикации, включая статьи в «Правде» и «Известиях», в которых существование «контрреволюционной организации» преподносилось как доказанный факт, что зачастую воспринималось читателями в качестве директивы к действию. В своём «грубом» ответе Сталин потребовал от Крестинского «прекратить любезничать с немцами» и обвинил его в «грубейшем нарушении большевистских традиций… партии». По мнению историка Павла Макаренко, это свидетельствовало о решимости генсека сохранить неизменной внешнеполитическую линию по отношению к Германии. После всё же состоявшегося освобождения Гольдштейн, инженер, не получивший никаких сведений о том, в чём его собственно обвиняли, вернулся в Германию, где стал передавать местной прессе информацию об ужасных условиях содержания арестованных в СССР и об оказываемом на них давлении, в результате чего в Веймарской республике поднялась новая волна возмущения, а Чичерин позже был вынужден подтверждать правдивость рассказа Гольдштейна. После этого, 21 марта, Политбюро постановило, что освобождение арестованных по делу теперь разрешалось проводить только с ведома комиссии самого Политбюро. Политическое бюро ЦК также взяло на себя организационную работу по подготовке и проведению процесса в Москве: Ростовскому отделению ГПУ было предложено к 20 апреля направить в столицу как самих арестованных, так и все обвинительные материалы по делу.

## Предварительное следствие прокуратуры
Следствие прокуратуры во главе со следователем по важнейшим делам при прокуроре РСФСР Эммануилом Левентоном, ставшим впоследствии доцентом Московского юридического института, лишь придало действиям спецслужб характер юридической легитимности и не добавило чего-либо принципиально нового к имевшейся «доказательной базе» — в текст итогового обвинительного заключения был включён только ряд отдельных малозначительных фрагментов из серии очных ставок, проводившихся между фигурантами дела.
В этот период партийным руководством СССР планировалось также ещё раз обсудить вопрос о целесообразности привлечения к ответственности ещё двух немецких специалистов — Вегнера и Зеебольда, поскольку у следствия имелись материалы об их «вредительской деятельности». При этом сам Крыленко предложил ограничиться их высылкой за пределы территории СССР, но только 19 июля Политбюро приняло окончательное решение «о ликвидации дела» Зеебольда, хотя сама специальная комиссия по «Шахтинскому делу» была ликвидирована ещё 17 апреля.

## Суд

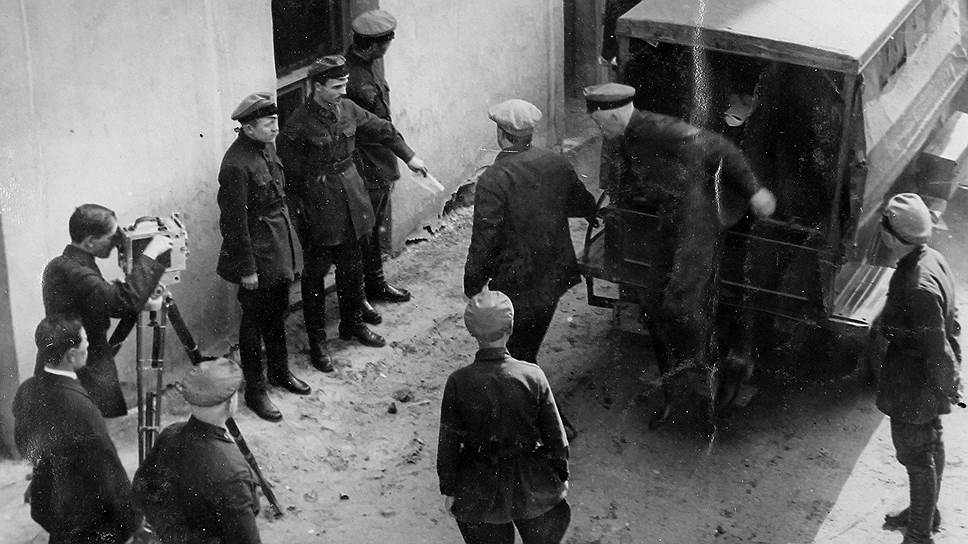
Подсудимых конвоируют сотрудники ОГПУ (1928)

Всего по делу было арестовано несколько сотен человек: одна часть арестованных была освобождена, другая (82 человек) — осуждена во внесудебном порядке Коллегией ОГПУ. В итоге, на публичный судебный процесс по делу «Об экономической контрреволюции в Донбассе» было выведено 53 человека.

### Список обвиняемых
Аркадий Ваксберг позже писал, что «такого количества несчастных ни до него, ни после не собирал ни один судебный процесс».

#### Горные инженеры
П. И. Антонов, А. Б. Башкин, Н. Н. Березовский, Н. А. Бояринов, С. П. Братановский, А. К. Валиковский, В. В. Владимирский, Н. Н. Горлецкий, А. В. Деттер (Детер), С. Г. Именитов, А. И. Казаринов, П. Э. Калнин, Н. К. Кржижановский, Л. Б. Кузьма, В. В. Люри, Ю. Н. Матов, Л. Н. Мешков, И. И. Некрасов, М. А. Овчарек, В. К. Одров, Э. Э. Отто (гражданин Германии), В. Ф. Петров, Г. П. Потёмкин, Л. Г. Рабинович, В. С. Ржепецкий, Н. И. Скорутто, В. О. Соколов, И. К. Стояновский, Д. М. Сущевский, С. Е. Чернокнижников, Н. А. Чинакал, Г. А. Шадлун, В. Э. Штельбринк, А. Я. Элиадзе, А. Я. Юсевич. В апреле 1928 года были дополнительно арестованы член президиума Всероссийской ассоциации инженеров Петр Пальчинский (расстрелян в мае 1929 г.) и Иосиф Федорович.

#### Горные техники, механики и технические специалисты
С. А. Бабенко, В. И. Бадштибер (гражданин Германии), В. И. Беленко, Н. П. Бояршинов, С. З. Будный, Ф. Т. Васильев, И. Г. Горлов, Н. Е. Калганов, С. Л. Касаткин, А. К. Колодуб, Е. К. Колодуб, В. М. Кувалдин, М. К. Майер (гражданин Германии), В. Н. Нашивочников, А. Е. Некрасов, М. Е. Никишин, В. Н. Самойлов, П. И. Семенченко, П. М. Файгерман.

### Ход процесса
Судебные заседания, проходившие в колонном зале Дома Союзов, начались 18 мая 1928 года и продолжались сорок один день. Председательствовал в суде ректор Московского государственного университета Андрей Вышинский, до этого являвшийся государственным обвинителем в целом ряде громких процессов, включая дело «Гукон» (1923), дело ленинградских судебных работников (1924) и дело Консервтреста (1924), а в число судей входил Владимир Антонов-Саратовский. Сторону обвинения представляли два государственных обвинителя: Николай Крыленко, на которого Политбюро 15 марта возложило обязанности главного обвинителя и поручило ознакомиться со всеми материалами дела, и Григорий Рогинский. Кроме того, в заседаниях принимали участие и сорок два общественных обвинителя. Ранцау был возмущён поведением обвинителя Крыленко, который, по словам посла, при обращении к нему по поводу немецких обвиняемых, на всё отзывался «презрительным смехом».
Обвиняемых защищали пятнадцать адвокатов, состоявших членами московской губернской коллегии защитников: Альфонс Вормс, Л. Ф. Добрынин, Арон Долматовский, Николай Коммодов, Владимир Короленко, бывший делегат Учредительного собрания Эдуард (Аркадий) Левенберг, Владимир Николаевич Малянтович (брат Павла Малянтовича), первый председатель Белгородского Совета рабочих и солдатских депутатов Леонид Меранвиль-Десентклер (Меранвиль де Сент-Клер), Сергей Ордынский, Матвей Оцеп, Иван (Ян) Иосифович Плят (отец актёра Ростислава Плятта), Лев Пятецкий-Шапиро, Лидия Розенблюм, А. М. Рязанский и Смирнов. Двух оправданных германских поданных защищал Вормс, хотя президент Пауль фон Гинденбург интересовался возможностью предоставления обвиняемым немецких защитников, в результате чего германский адвокат Мунте получил разрешение на неофициальный визит в Москву (как частному лицу, без контактов с подсудимыми), то есть отвели ему роль юридического консультанта посольства. На суде присутствовали несколько сотен журналистов и многочисленные зрители. Двадцать три из пятидесяти трёх обвиняемых отказались признать себя виновными, а десять — признали свою вину лишь частично.

Защитники на «Шахтинском процессе» знакомятся с документами обвинения. Май 1928 г.

#### «Исправления» показаний
Из трёх подданных Германии, представших перед судом — инженера Отто, техника Майера и Вильгельма Бадштибера — лишь Бадштибер дал в ходе судебного заседания те признания, которых от него требовали следователи. В то же время Майер отверг все обвинения, включая и то, что он выводил из строя турбины, поставляемые в СССР фирмой АЕГ. После того, как Вышинский представил Майеру его собственное признание вины, сделанное во время следствия, Майер, признав свою подпись, заявил, что подписал данный протокол, будучи измученным ночными допросами и не имея представления о содержании текста, составленного на русском языке, которым он не владел. Незнание Майером русского языка подтверждало также и ложность предъявленных ему обвинений в том, что он якобы консультировал подсудимого Башкина о способе вывода из строя турбин. В итоге, это заявление Башкина было «исправлено» представителями ОГПУ в перерыве судебного заседания. Подобные «повороты» в ходе слушаний не остались незамеченными московскими корреспондентами германских газет: в частности, корреспондент Berliner Tageblatt Пауль Шеффер сообщал о ложности обвинений. Следует заметить, что Чичерин ещё в конце 1927 года требовал от Крестинского добиться отзыва Шеффера обратно в Германию, поскольку «нахождение Шеффера в Москве является нежелательным и обостряющим отношения между Германией и СССР». Крестинскому удалось договориться об отзыве корреспондента после окончания процесса, так как иначе мог возникнуть очередной дипломатический скандал.
Вся работа [немецких журналистов] есть сплошное издевательство над истиной, сплошное тенденциозное искажение фактов и сплошная ложь.из письма Чичерина Крестинскому
В итоге Майер и Отто были оправданы и освобождены за недоказанностью вины, а сам Бадштибер получил один год заключения условно. 16 июля Брокдорф-Ранцау в записке своему МИДу выразил удовлетворение приговором Верховного суда и сообщил: «…дело урегулировано». Такой исход дела счёл удовлетворительным и министр Штреземан, в то время как Хильгер, состоявший советником германского посольства в 1925 году и необоснованно обвиненный советским судом в пособничестве немецким «студентам-террористам», называл «шахтинский» процесс «спектаклем прокурора Н. Крыленко» — постановкой, которая явилась «неприкрытой насмешкой над юридической процедурой».

#### Приговор
Сталин выступил против расстрела шахтинских «вредителей», однако Бухарин проголосовал за расстрел: 
… вовне Сталин ведет правую политику: выгон Коминтерна из Кремля провёл он. Он предлагал ни одного расстрела по шахтинскому делу (мы голоснули против),…
6 июля 1928 года было вынесено решение суда, согласно которому одиннадцать обвиняемых были приговорены к «высшей мере социальной защиты» — расстрелу; через три дня, 9 июля, пять человек — инженеры Н. Н. Горлецкий, Н. А. Бояринов, Н. К. Кржижановский, А. Я. Юсевич и служащий С. 3. Будный — были расстреляны. Для шести остальных приговоренных — Н. Н. Березовского, С. П. Братановского, А. И. Казаринова, Ю. Н. Матова, Г. А. Шадлуна и Н. П. Бояршинова — расстрел был заменён десятью годами заключения, поскольку суд счёл нужным довести до сведения Президиума ЦИК, что ряд осуждённых к расстрелу признали свою вину и «стремились раскрыть преступную деятельность организации», а также относились к числу высококвалифицированных специалистов. По данным Леопольда Треппера, четверо из ключевых обвиняемых по делу, приговорённых в 1928 году к смертной казни, но помилованных ЦИК, в начале 1930-х годов работали на строительстве шахт на Карагандинском угольном бассейне: «Видите ли, расстрелять кого-нибудь стоит не так уж дорого, но поскольку все они исключительно компетентные в своем деле люди… то привезли их сюда».
Четверо обвиняемых, в том числе двое граждан Германии, были оправданы, ещё четверо, в том числе гражданин Германии Бадштибер, были приговорены к условным срокам наказания. Остальные фигуранты дела получили различные сроки лишения свободы, составлявшие от одного года до десяти лет, с поражением в правах на срок от трёх до пяти лет: 10 подсудимых — от 1 до 3 лет; 21 — от 4 до 8 лет; троих подсудимых — 10 лет.

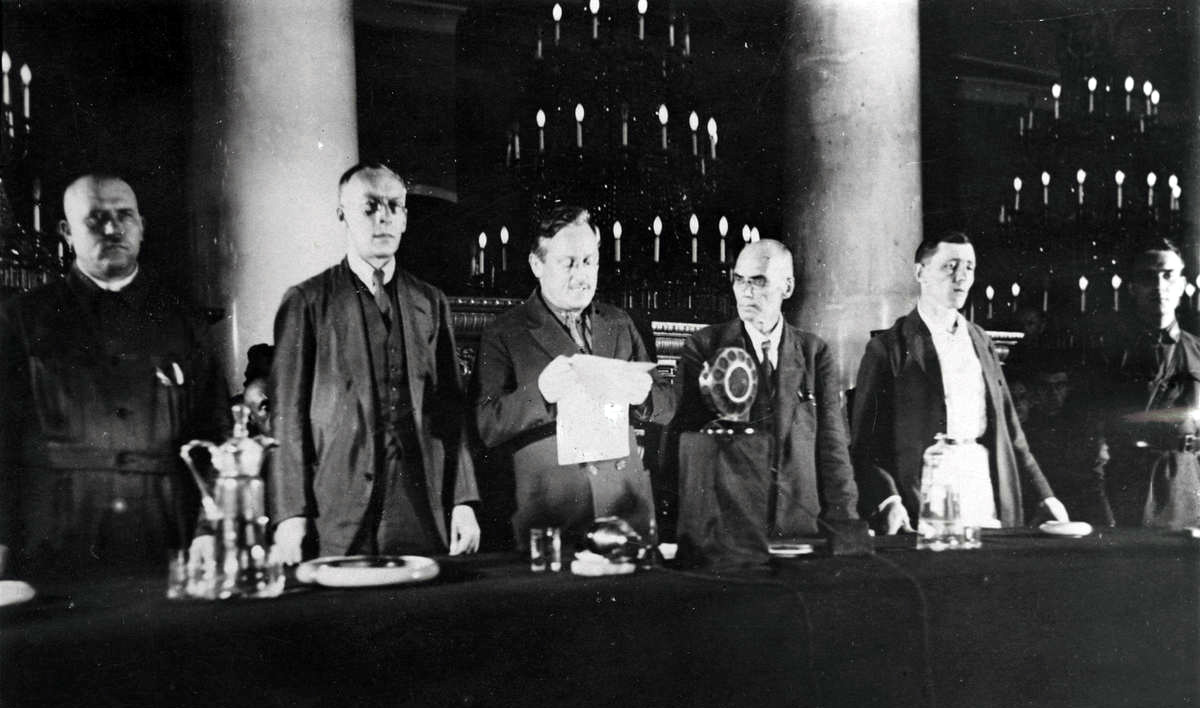
Вышинский зачитывает решение суда

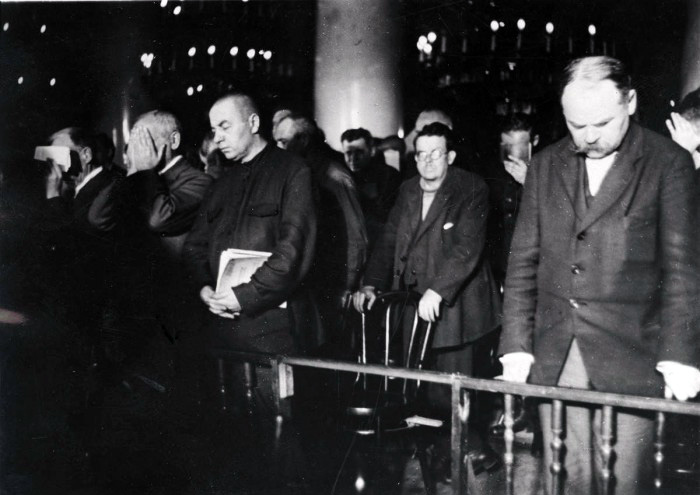
Обвиняемые в Шахтинском деле: приговоренные к смертной казни (справа)

## Оценки и влияние
«Шахтинское дело» не стало единственным актом выявления и наказания «экономических контрреволюционеров-вредителей». Процесс получил большой резонанс и выявил так называемых «специалистов- вредителей», организовавших «третий этап подрывной работы международной буржуазии против СССР». После показательного процесса о необходимости борьбы с контрреволюцией среди техников и специалистов заявлялось на съездах партии; к активной борьбе по выявлению вредителей призывал и Сталин:
…Нельзя считать случайностью так называемое шахтинское дело. «Шахтинцы» сидят теперь во всех отраслях нашей промышленности. Многие из них выловлены, но далеко ещё не все выловлены. Вредительство буржуазной интеллигенции есть одна из самых опасных форм сопротивления против развивающегося социализма. Вредительство тем более опасно, что оно связано с международным капиталом.
Уже 9 мая 1928 года в докладной записке председателя ОГПУ Генриха Ягоды Сталину, Орджоникидзе, Ворошилову и Рыкову сфера «вредительства» расширялась за счёт обвинения ряда бывших царских полковников и генералов, работавших в советской военной промышленности, в умышленном перерасходе средств и замедлении темпов строительства патронных заводов в Туле, Ульяновске и Луганске, что ставило под угрозу срыв мобилизационной подготовки. Данная записка позволила Сталину предложить Политбюро в срочном порядке рассмотреть вопрос о «вредительстве» в военной промышленности, что послужило поводом для начала «расправы» над специалистами ряда московских заводов. 14 июня Политбюро приняло новое постановление, в котором борьба с «вредительством» распространялась теперь и на железнодорожный транспорт. В итоге Ягода на совещании по вопросу о вредительстве старых спецов не скрывал, что «Шахтинский процесс» являлся только прелюдией к «грандиозной» кампании против вредительства во всех сферах советского народного хозяйства.
Дорогой тов[арищ] Сталин! Следствие ГПУ по экономической контрреволюции в Донбассе закончено. Следствие было развернуто достаточно глубоко и успешно… Данные следствия показали, что контрреволюция вышла за рамки Шахтинского дела и далеко выходит за пределы Донугля, что контрреволюционная организация охватила собой ряд крупнейших трестов Украины — Югосталь, Химуголь, ЮРТ. Из следствия установлено, что такая организация существовала во всесоюзном масштабе в Москве.
Признавая достоверность судебных материалов по «Шахтинскому делу», Лев Троцкий, однако, использовал «донецкий заговор» как доказательство «внутренней гнилости» режима, установившего в СССР после разгрома «объединённой оппозиции» (см. Внутрипартийная борьба в ВКП(б) в 1920-е годы): уже находясь в эмиграции, революционер использовал «заговор» как подтверждение своей концепции о том, что причиной бюрократизации советского государственного и партийного аппарата являлось «буржуазное влияние».
«Шахтинское дело» ознаменовало переход от НЭПа к «социалистическому наступлению». Красильников с коллегами полагали, что «своё законченное выражение» представление об СССР как об «окруженной крепости» — где врагам внешним обязательно помогали враги внутренние, представленные «бывшими» — получило уже в годы Большого террора.
В результате публичных разбирательств «старые спецы», оставшиеся в СССР, ощутили на себе «смену вех» в партийном руководстве: репрессии вызывали протестные настроения в среде специалистов, не носившие при этом какого-либо организованного характера. В сводках ОГПУ, содержавших сведения о настроениях в среде специалистов в связи с «Шахтинским делом», было отмечено «единодушное» мнение, что само дело было инспирировано ОГПУ и имело своей целью канализировать широкое недовольство рабочих. В частности, в июне 1928 года член-корреспондент Академии наук СССР Владимир Грум-Гржимайло писал, что «настоящее подлинное вредительство есть легенда, а имел место только шулерский приём» и что «весь шум имел целью свалить на чужую голову собственные ошибки и неудачи на промышленном фронте… Им нужен был козёл отпущения, и они нашли его в куклах шахтинского процесса». В целом, после «Шахтинского дела» общим и преобладавшим настроением советской интеллигенции стала «тревога и ожидание худших перемен в положении спецов», в то время как рабочие начали активные поиски «второго Донбасса», уже на своих производствах.
Вскрывшиеся на  примере  Донбасса  крупнейшие  недостатки  и ошибки   хозяйственной   работы   характерны   для    большинства промышленных  районов  и  делают необходимым скорейшее проведение ряда практических мероприятий для их устранения.
Английский экономист и историк Энтони Саттон, ссылаясь на документы Государственного департамента США, сформулировал своё мнение следующим образом: «Хотя [иностранное техническое содействие] началось ещё в 1919—1920 годах, оно значительно усилилось после подписания в 1921 году Торгового соглашения с Германией и экономических, военных и торговых протоколов к Рапалльскому договору. О глубине и полноте экономической и технической помощи, оказываемой Германией после 1922 года свидетельствует большое количество документов из архивов Германского МИДа. Фактически, на первых порах эта помощь была почти исключительно германская. Шахтинское дело отражает степень германского влияния на СССР. Советское правительство было обеспокоено присутствием очень большого числа немецких специалистов, работавших в советской промышленности, и оказываемым ими влиянием. Они присутствовали на большинстве крупных промышленных и горнорудных предприятий и во многих случаях наладили отношения с дореволюционными инженерами. Независимо от правовой несостоятельности „судов“ по Шахтинскому делу, ОГПУ было, вероятно, право в своей оценке угрозы для Революции. Был уже 1928 год, а советская промышленность управлялась партнёрством немецких и дореволюционных инженеров вне даже символического партийного контроля» — то есть германская техническая помощь СССР приобрела решающее значение, а число немецких инженеров и техников выросло крайне сильно. Советник МИД Германии Г. фон Дирксен в связи с «Шахтинским процессом» делал вывод о дуализме советской внешней политики и усматривал в нём след Коминтерна, VI конгресс которого проходил в Москве одновременно с «Шахтинским процессом» (17 июля — 1 сентября 1928 года): принятая на конгрессе антисоциал-демократическая платформа усилила разногласия между Москвой и Берлином, а также официально закрепила в советской пропаганде концепцию существования «социал-фашизма», в рамках которого в прессе, особенно в провинциальной, «потоки грязи» выливались на лидеров германской социал-демократии.
По заявление нового главы фирмы АЕГ Германа Бюхнера (Hermann Bücher, 1882—1951), занявшего пост председателя концерна после смерти Дойча 19 мая 1928 года, компания не потеряла в СССР ни одного пфеннига, а сам он был удовлетворён отношением советской стороны к его фирме. Красильников с коллегами делал вывод, что близящийся мировой кризис, неблагоприятная экономическая конъюнктура в самой Германии, конкуренция с английским капиталом и растущая заинтересованность в советских заказах привели к тому, что немецкие концерны, несмотря на арест немецких граждан, продолжили деловые контакты с СССР: иначе говоря, германские деловые круги отдавали себе отчёт в том, что их неудачами в отношениях с СССР непременно воспользуются другие иностранные компании. В частности, заседания советско-германской экономической конференции, прерванные в марте 1928 года в связи с арестом в СССР немецких специалистов, возобновились уже 27 ноября и завершились успешно: 21 декабря был подписан новый протокол. Взаимоотношения партнёров стали улучшаться после примирительного заявления председателя ЦИК Калинина от 1 июня на Всесоюзном съезде колхозников, разъяснившего немцам, что действия советских судебных органов не были направлены против экономического сотрудничества двух стран и не ставили под сомнение ту техническую помощь, которую оказывали Советской России немецкие специалисты. Постепенно «немецкий след» в деле был предан забвению («шахтинская страница» была «вырвана»), но на «московских» политических процессах советские власти предпочитали обходиться уже без иностранных граждан на скамье подсудимых:
Сталинский режим получил свои внутриполитические дивиденды от «Шахтинского дела», минимизировав по возможности его негативные внешнеполитические последствия.
При этом, если в середине 1929 года СССР имел технические соглашения с 27 германскими и с 15 американскими фирмами, то уже в конце года 40 американских фирм сотрудничали с Советским Союзом.

## Историография
Большинство как российских, так и зарубежных исследователей рассматривало «Шахтинское дело» как «знаковое» явление в советской жизни, обозначившее переход к новой фазе построения общества в СССР. Начало массовым репрессиям по обвинениям в хозяйственном вредительстве было положено именно «Донбасским делом» и последовавшим за ним «Шахтинским процессом». При этом, если советские историки, в соответствии с тезисом об «обострении классовой борьбы», рассматривали данное дело как свидетельство перехода «контрреволюционных сил» к новым формам сопротивления советской власти, то для исследователей XXI века оно стало обозначать переход в СССР к политике создания тоталитарного («сталинского») режима — стало «маркером» «Великого перелома». Несмотря на подобные оценки, историография дела не столь обширна.

### Советская версия
Советские публикации по материалам «Шахтинского процесса» появились сразу же после его окончания: в данных текстах авторы цитировали документы самого судебного заседания и активно обличали вредителей. Историографической концепции «Шахтинского дела» началось с появлением в печати СССР сообщений о «раскрытии контрреволюционной организации» в Донбассе: уже 12 апреля 1928 года в газете «Правда» появилась резолюция Объединённого пленума ЦК и ЦКК ВКП(б), в которой «раскрытая организация» была охарактеризована как «вредительская» и имевшая своей целью подготовку иностранной интервенции. Дополнением версии «заговора» стали и описания хода судебного процесса, ежедневно публиковавшиеся в газете «Известия». После вынесения приговора в ряде популярных брошюр была сформулирована версия, в соответствии с которой в шахтинской организации участвовало до 20 % от общего числа инженеров и техников района. Важной составляющей данной концепции стало само понятие о «вредительстве» — именно благодаря судебному процессу термин, появившийся в 1926 году в новом Уголовном кодексе РСФСР, получил «конкретное и вместе с тем расширенное толкование». Официальная («каноническая») трактовка «Шахтинского дела» была оформлена в учебнике «История Всесоюзной коммунистической партии (большевиков): Краткий курс», и акцент в изложении материалов дела не менялся вплоть до конца 1980-х годов, хотя Макаренко и полагал, что сфабрикованный характер обвинений, выдвинутых, в частности, против немецких инженеров, косвенным образом подтверждался уже в советских публикациях начала 1930-х годов, в которых существование виртуального руководящего центра не подтверждалось никакими фактами, свидетельствовавшими бы об участии в нём обвинявшихся немцев.
Ссылаясь на материалы следствия, советские авторы писали, что указание на необходимость начала вредительских действий было отдано служащим бывшими владельцами на совещании владельцев и инженеров в Ростове-на-Дону в 1920 году во время съезда совета горнопромышленников, который происходил после освобождения Донбасса частями Красной Армии. До 1924 года инженеры выполняли указания в индивидуальном порядке, а с 1922 года — пытались восстановить связь с организаторами вредительства, используя личную переписку. С 1922 года на рудниках были сформированы вредительские организации, которые получали деньги от бывших собственников «за сохранение в порядке отобранных у них шахт, за переоборудование и улучшение их и, наконец, за сокрытие от соввласти наиболее ценных месторождений с тем, чтобы наиболее важные подземные богатства к моменту падения Советской власти могли быть возвращены хозяевам нетронутыми и неистощёнными». На финансирование вредительской деятельности зарубежной разведкой и контрреволюцией было выделено до 700 тысяч рублей; при этом технический персонал шахт и рудников свои вредительские действия отрицал, объясняя их «неполадками».
Чтобы гарантировать себя от провала, вредители старались не допускать на шахты и в аппарат рудоуправления специалистов-коммунистов. Более опытные и осторожные вредители (подобно инженеру /Леонарду/ Кузьма) проводили вредительство так тонко и осмотрительно, что не только не было заметно его следов, но, наоборот, внешне рудник (Власовский) производил весьма хорошее впечатление.
К 1986 году в советской версии появилось дополнение о том, что начало следствия было связано с тем, что «15 декабря 1923 г[ода] жена главного инженера Кадиевского рудоуправления в Донбассе Гулякова, порвавшая отношения с мужем, явилась в ГПУ и сообщила, что её муж занимается экономическим шпионажем», а «дальнейшее наблюдение органов ГПУ», продолжавшееся до 1927 года, «дало возможность вскрыть вредительские группы и в других районах Донбасса».

#### Версия Евдокимова (1937)
По версии полномочного представителя ОГПУ на Северном Кавказе Ефима Евдокимова, высказанной в 1937 году, расследование было организовано по его предложению, а также по предложению начальника экономического отдела Северо-Кавказского управления ОГПУ Зонова. На февральско-мартовском пленуме ВКП(б) Евдокимов рассказывал, с чего началось и как проводилось дело; он также сообщил и о роли лично Сталина в процессе.

### Современная историография
По мнению профессора Сергея Красильникова и его соавторов, в историографии «Шахтинского дело» к началу XXI века можно было выделить два основных направления: первое направление было связано с изучением «Шахтинского дела» как такового (с реконструкцией «заговора» инженеров и действий властей по его «расследованию»); второе же направление акцентировало свое внимание на исследовании причин и последствий дела (прежде всего, с точки зрения изменения отношения к «старой» дореволюционной интеллигенции).

#### «Заговор» инженеров и его фабрикация
После появления официальной советской трактовки событий, альтернативная версия «Шахтинского дела» была представлена в сочинениях Абдурахмана Авторханова и Александра Солженицына, а также получила распространение среди зарубежных исследователей. В частности, Авторханов писал о сфабрикованности всего дела Северо-Кавказским ПП ОГПУ и связывал следствие по делу с формированием «следственной техники „ежовщины“», выделяя личную роль Сталина в начале репрессий. В то же время Солженицын рассматривал «Шахтинское дело» в качестве одного из первых в СССР опытов организации показательных процессов как таковых, а феномен шахтинского «вредительства» как способ объяснения широким массам населения хозяйственных неудач. Целью спектакля являлась мобилизация советских рабочих на выполнение задач индустриализации и переложение вины за её проблемы на буржуазных специалистов и капиталистов, дабы отвлечь внимание от ошибок и просчётов в самой внутренней политике СССР. Солженицын также полагал, что это был «бесконфликтный судебный процесс… где к единой цели стремились бы дружно и суд, и защита, и подсудимые».
В исследованиях, пришедшихся на конец 1980-х или начало 1990-х годов, впервые в советской историографии появились версии о невиновности шахтинских инженеров и был поставлен вопрос о целях, методах и результатах фабрикации дела против них (механизме фальсификации и создания незаконного обвинения). Красильников полагал, что наиболее обстоятельно данная позиция была изложена в монографии профессора Сергея Кислицына «Шахтинское дело. Начало сталинских репрессий против научно-технической интеллигенции в СССР». Именно Кислицын ввёл в научный оборот документы из архива Северо-Кавказского крайкома ВКП(б), показывавшие «заказной» характер «Шахтинского дела», и обратил внимание на особенность дела, связанную с тем, что партийное руководство сначала приняло решение, которое потом было уже юридическим оформлено на «судебном процессе»: задал вопрос о подлинных мотивах и целях тогдашнего советского руководства.
В то же время, до 2011 года возможности исследователей дела были серьёзно ограничены доступной источниковой базой: в качестве источников в основном выступали опубликованные в советской периодической печати и вышедшие в СССР отдельными изданиями отчёты о ходе судебного процесса. В такой ситуации «определёнными преимуществами» обладали историки, которые имели возможность ознакомиться с архивно-следственными делами и документами Политбюро ЦК ВКП(б) вследствие своего служебного положения. В частности, Олег Мозохин опубликовал крупные фрагменты из «шахтинских» дел, хранившихся в Архиве Президента РФ. По состоянию на 2011 год наиболее подробно сам судебный процесс был описан в «кропотливой» работе Алексея Есиневича «Театр абсурда, или Судебный процесс по „Шахтинскому делу“», изданной в 2004 году, которая, по мнению Красильникова, не содержала «высокий уровень обобщения сделанных наблюдений».
К началу XXI века почти неизученной оставался международный аспект «Шахтинского дела», который преимущественно рассматривался в работах немецких авторов, посвящённых советско-германским отношениям 1920-х годов. «Шагом вперёд» в осмыслении влияния дела на межгосударственные отношения был сделан в публикации французской исследовательницы Сабины Дюллен, специализировавшейся на советской внешней политике: Дюллен рассмотрела «Шахтинское дело» как часть динамики взаимоотношений и конфликтов советского руководства с политиками стран Западной Европы. В 2013 году в журнале «Вопросы истории» была опубликована статья «„Шахтинский процесс“ и его влияние на советско—германское сотрудничество».

#### Изменение отношения к интеллигенции
Формирование второго направления в историографии «Шахтинского дела», связанного с изучением его последствий для советской интеллигенции, также началось весной 1928 года. В тот период в официальных документах и, в особенности, в публицистических материалах советской печати «вредительство» стало отождествляться с деятельностью «старой» интеллигенции; сами специалисты с дореволюционным стажем характеризовались как привилегированное в прошлом сословие, наделённое буржуазным сознанием и проникнутое «духом кастовой замкнутости» и «узкокорпоративными настроениями». При этом в публикациях 1920-х годов одновременно подчёркивалась как недопустимость «спецеедства», так и необходимость улучшения условий работы подобных специалистов. В дальнейшем советские историки, признавая наличие «враждебных» групп среди интеллигенции, напрямую увязывали «спецеедческие» настроения конца 1920-х и начала 1930-х годов с «Шахтинским» и рядом другими «вредительских» процессов: при этом «истинными» причины «спецеедства» в те годы в СССР считалась экономическая и культурная отсталость страны, а также — в «антагонизме пролетариата и интеллигенции» и в недостатках политики местных властей.
Шахтинцы и промпартийцы были открыто чуждыми нам людьми. Это были большей частью бывшие владельцы предприятий, бывшие управляющие при старых хозяевах, бывшие компаньоны старых акционерных обществ, либо просто старые буржуазные специалисты, открыто враждебные нам политически. Никто из наших людей не сомневался в подлинности политического лица этих господ.И. Сталин «О недостатках партийной работы и мерах ликвидации троцкистских и иных двурушников» (3 марта 1937)
Исследовательский интерес к истории отечественной интеллигенции существенно возрос на рубеже 1980—1990-х годов, после чего «Шахтинское дело» стало рассматриваться с точки зрения взаимоотношений интеллигенции и власти — как переломный момент в истории репрессий в отношении интеллигенции. В частности, основываясь на материалах из российских региональных архивов, историки проанализировали влияние дела на положение провинциальной интеллигенции в СССР. В зарубежной историографии «Шахтинское дело» рассматривалось как один из публичных политических процессов 1920—1930-х годов, в которых институты юстиции использовались в политических интересах, а также как инструмент социальной мобилизации населения. При этом зарубежные историки до 2011 года, также как и их российские коллеги, были вынуждены опираться на источниковую базу, сформировавшуюся в советскую эпоху.

## Реабилитация
27 декабря 2000 года Генеральная прокуратура Российской Федерации, после пересмотра «Шахтинского дела» и опротестования решения специального присутствия Верховного суда СССР от 6 июля 1928 года, вынесла заключение, из которого следовало, что в материалах «дела» не оказалось доказательств для признания обвиняемых виновными в инкриминировавшихся им преступлениях и осуждённые по делу подлежат реабилитации . В заключении Генпрокуратуры опровергались два взаимосвязанных тезиса, положенные в основу обвинительного заключения 1928 года: тезис о «вредительстве» и тезис о «шпионаже». Кроме того, были оценены и методы работы советского следствия: было отмечено, что уже «на первых допросах следователи, искусно манипулируя сведениями о политическом прошлом арестованных, о фактах аварий, затоплений на шахтах, антисоветских высказываний отдельных инженеров, добились от некоторых специалистов признания о контрреволюционной вредительской организации».

## В искусстве
На следующий день после вынесения приговора, 7 июля 1928 года, в газете «Комсомольская правда» (№ 156) поэт Владимир Маяковский опубликовал своё стихотворение о процессе «шахтинцев», названное автором «Вредитель»:
Прислушайтесь,

на заводы придите,

в ушах —

навязнет

страшное слово —

«вредитель» —

навязнут

названия шахт.

Пускай

статьи

определяет суд.

Виновного

хотя б

возьмут мишенью тира…

Меня

презрение

и ненависть несут

под крыши

инженеровых квартирок (…)

В том же году была снята кинохроника судебного заседания, которая затем была смонтирована в выпуски «Союзкиножурнала», а также вошла в два отдельных фильма: «Шахтинский процесс» и «Дело об экономической контрреволюции в Донбассе» (студия «Совкино»), в котором процесс преподносился как «дело 53 инженеров и техников, служивших старым хозяевам и ждавших интервенции».
Писатель Варлам Шаламов утверждал, что встречался в заключении с двумя инженерами, проходившими по «шахтинскому делу»: Бояршиновым и Миллером. В передаче Шаламова, уже в 1928 году к «шахтинцам» применялись такие методы ведения следствия, как «конвейер» — то есть многодневный допрос заключённого несколькими следователями, непрерывно сменявшими друг друга, и помещение в карцер с водой. Кроме того, практиковалось и помещение подследственных в камеру с холодным, а затем — с сильно разогретым полом.
В рассказе Михаила Зощенко "Честное Дело": "Настройщик говорит: — Это не моё постороннее дело — входить в психологию отъезжающих. Раз, говорит, у меня на руках наряд, то я и должен этот наряд произвести, чтоб меня не согнали с места службы, как шахтинца или вредителя"

## Комментарии
1. ↑  В циркуляре ОГПУ, озаглавленном «По Германской разведке и борьбе с ней», утверждалось, что связи родственников эмигрантов «со здешними представительствами и прочими германскими учреждениями, получение через них пособий, посылок, корреспонденции из-за границы, отправка таковых, получение разрешения на въезд в Германию, посланных из Германии и т. д. являются иногда верными признаками связи эмигранта с германской разведкой и сознательного или несознательного ведения разведки в пользу немцев со стороны родственников данного эмигранта»[29].
2. ↑  Крыленко был расстрелян 29 июля 1938 года по приговору Военной коллегии Верховного суда СССР в рамках дела о «контрреволюционной фашистско-террористической организации альпинистов и туристов»; реабилитирован в 1956 году.
3. ↑  Защищал инженера Кржижановского, а также техников Васильева, Файермана и Горлова[79].
4. ↑  Защищал Л. Б. Кузьму, И. И. Некрасова, В. Н. Нашивочникова, В. И. Беленко, Г. П. Потемкина и А. В. Деттера[80]
5. ↑  По истечении срока Бадштибер, по одним сведениям, проживал в АССР немцев Поволжья, по другим данным — его вскоре обменяли на арестованного в Германии коммуниста[58].
6. ↑  Казаринов дал первые «признательные показания» 16 апреля 1928 года, после чего он продолжал подвергаться ежедневным интенсивным допросам. В преамбуле к собственноручным показаниям от 17 апреля он написал: «Рассчитывая на милостивое снисхождение со стороны органов пролетарского правосудия в отношении содеянных мною тяжких преступлений, я с полной искренностью и чувством глубокого раскаяния правдиво сообщаю, как это гадко не было, нижеследующее…»[35].
7. ↑  Из выступления Е. Г. Евдокимова на февральско-мартовском пленуме ВКП(б) в 1937 году (в стенографическом отчете не печаталась)[123]: «Я хочу рассказать сжато, как было раскрыто Шахтинское дело и кому мы обязаны открытием этого Шахтинского дела. Обязаны мы т. Сталину… Вы помните 1926—27 годы. В нашей стране на ряде крупных предприятий прошла полоса пожаров и аварий… В Москве в 1926 или в 1927 г… в ОГПУ было совещание … на котором был поставлен доклад на тему «Борьба с диверсиями». Когда я вернулся на Северный Кавказ с совещания из Москвы, я собрал чекистов и поставил задачу… — говорил о том, что нам нужно покрепче заняться изучением всех наших промышленных предприятий, особенно тех, где аварии происходят… — выяснить, кому эти предприятия принадлежали в прошлом, каким фирмам, каким акционерным обществам, кто на этих предприятиях из старых служащих работает… В 1927 г. я встретился в Сочи с т. Сталиным. Он, как обычно, спрашивает, как дела. Я ему рассказал, и, в частности, рассказал об этом деле. Он внимательно выслушал, расспрашивал о подробностях дела. Я в конце беседы сказал о следующем: «Для меня ясно, что мы имеем дело с людьми, сознательно срывающими производство, но для меня не ясно, кто ими руководит. Или это идет по линии штабов, в частности, Польского штаба, или в срыве производства заинтересованы фирмы, которым в прошлом принадлежали эти предприятия, то есть по линии Бельгийского акционерного общества». … т. Сталин мне сказал: «Когда окончишь дело, пришли его в ЦК». Вы сами понимаете, это меня вздыбило, как боевого коня. Вернулся я, собрал … товарищей, говорю — так и так, беритесь. Взялись мы за это дело, крутили, крутили, однако не сумели доказать в то время вредительство, арестованные не «раскололись» и путали нас… Одновременно… мы накопили материалы о всякого рода неполадках на шахтах Донецко-Грушевского рудоуправления, а этих неполадок-аварий и прочего было огромное множество. Мы все материалы привели в известный порядок, систематизировали, причем связали происшествия с людьми, от которых зависел ход производства, которые руководили шахтами. Прояснили их прошлое и настоящее, их политическую физиономию. В результате выяснилось, что неполадки неслучайного характера и зависят от чужих людей, сидящих у руководства, занимавшихся, кстати, контрреволюционными разговорами в быту. Произвели аресты первой группы… Что было неясно на первых порах? Неясны были особенности контрреволюционной деятельности вредителей. Тогда еще не было и таких слов, как вредительство. … К моменту приезда т. Андреева в край в качестве секретаря крайкома мы получили показания арестованных о вредительстве и приоткрыли завесу над происходившими на шахтах неполадками. Когда я доложил т. Андрееву об этих показаниях, он тут же написал телеграмму в ЦК, а я послал ЦК обзор Шахтинского дела. … Если бы мы … не послали в ЦК материал, то я не знаю, как бы выглядело Шахтинское дело и увидело ли бы оно вообще белый свет.»